# Nesticus plesai
Nesticus plesai là một loài nhện trong họ Nesticidae.
Loài này thuộc chi Nesticus. Nesticus plesai được miêu tả năm 1980 bởi Dumitrescu.